# Eilema aurora
Eilema aurora là một loài bướm đêm thuộc phân họ Arctiinae, họ Erebidae.